# Éva Janikovszky

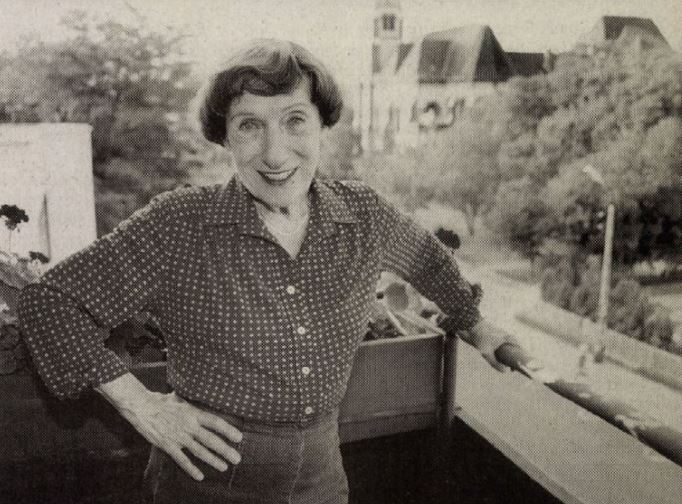
Éva Janikovszky

Éva Janikovszky (Szeged, 23 april 1926 – Boedapest, 14 juli 2003) was een Hongaarse kinderboekenschrijfster. Ze werd geboren als Éva Kucses. Tijdens haar lange carrière werd ze met talrijke nationale en internationale prijzen bekroond, waaronder de Deutsche Jugendpreis voor haar boek Ha én felnőtt volnék en de Attila Józsefprijs voor haar veelzijdig oeuvre. In 2003, enkele maanden voor haar dood, werd ze gelauwerd met de prestigieuze Kossuthprijs, de hoogste culturele prijs van Hongarije.
Al van jongs af is Éva Janikovszky gefascineerd door literatuur en dat heeft ze aan haar familie te danken: haar grootouders hadden een boek- en papierhandel en haar pleegvader, die zijn liefde voor gedichten aan haar doorgaf, was journalist bij de krant Dél-Magyarország. Op jonge leeftijd maakt ze kennis met het vooroorlogse werk van dichter en schrijver Dezső Kosztolányi. Ondanks haar bewondering voor poëzie, heeft ze het nooit aangedurfd zelf gedichten te schrijven – behalve eentje op tienjarige leeftijd.
In 1944, tijdens de Duitse bezetting van Hongarije, behaalt ze haar diploma middelbaar onderwijs aan het Magyar Királyi Árpádházi Szent Erzsébet Leány-gimnázium in Szeged. Van 1944 tot 1948 studeert ze filosofie, antropologie, Hongaarse en Duitse literatuur aan de Universiteit van Szeged. Vanaf 1948 zet ze haar studies  sociologie, filosofie en psychologie in Boedapest aan de Loránd Eötvös Universiteit voort. Daar behaalt ze in 1950 haar diploma.
Haar eerste job vindt ze op het Ministerie van Religie en Onderwijs. Nadat haar echtgenoot door de politie gearresteerd en opgesloten wordt, kan ze echter niet langer voor de overheid werken. Ze moet ontslag nemen en noodgedwongen als naaister in een fabriek gaan werken. Na de vrijlating van haar man wordt ze lector en later hoofdredacteur, bij de Ifjúsági (nu Móra) Kiadó. Daar werkt ze tot aan haar pensioen in 1987, maar ondertussen blijft ze wel medewerker van de uitgeverij. Later wordt ze ook bestuurslid van Móra Kiadó.
Vanaf de oprichting in 1978 tot 1995 is ze voorzitster van de Gyermekkönyvek Nemzetközi Tanácsa (Nationale Raad van Kinderboeken). Twintig jaar lang is ze bestuurslid van de Hongaarse Commissie van Unicef. Haar naam is ook onlosmakelijk verbonden met de Staféta Alapítvány (Stichting Estafette), die zich inzet voor maatschappelijk achtergestelde kinderen. In 1996 wordt ze voorzitster van de afdeling kinderliteratuur van de Hongaarse Schrijversbond.
Haar eerste boek Csip-Csup wordt in 1957 onder de naam Éva Kispál gepubliceerd. Daarna verschijnen er nog 32 boeken van haar hand, die ondertussen al in meer dan dertig talen zijn vertaald. Enkele daarvan zijn ook in het Nederlands vertaald: Vaders mogen altijd alles! (Ha én felnőtt volnék), De plensbui (A nagy zuhé) en O, alweer (Már megint). In 1960 verschijnt er voor het eerst een boek (Szalmaláng) onder de naam Éva Janikovszky. Met de boeken Örülj, hogy fiú! en Örülj, hogy lány! begeeft ze zich in 1983 voor het eerst op het terrein van de volwassenenliteratuur. Daarnaast schrijft ze ook filmscenario’s, werkt ze voor tijdschriften en is ze een graag geziene gast in televisie- en radioprogramma’s. Vanaf 1999 verschijnen haar columns wekelijks in het vrouwenblad Hölgyvilág.
Jarenlang vormde Éva Janikovszky een onafscheidelijk team met László Réber, die vele van haar boeken illustreerde. Janikovszky’s kinderboeken zijn voor alle leeftijden toegankelijk en behandelen op een humoristische manier de conflicten tussen de kinder- en volwassenenwereld. Oprechtheid, vriendschap, solidariteit en spel nemen een belangrijke plaats in. Haar boeken voor volwassenen zijn verzamelingen van korte schrijfsels, verpakt in een kaft voor kinderen, waardoor ze op het eerste gezicht op een kinderboek lijken. Daarin vertelt ze over het alledaagse leven in Hongarije, over haar familie en vrienden, over het verleden en over haar ziekte waaraan ze in 2003 bezwijkt. 